# Sami Yachir
Sami Yachir est un footballeur franco-algérien né le 2 janvier 1985 à Tizi Ouzou. Il évolue au poste de milieu de terrain.

## Palmarès
- Finaliste de la Coupe d'Algérie en 2011 avec l'USM El Harrach
- Vainqueur de la Coupe d'Algérie en 2014 avec le MC Alger